# Museo Nacional de la Medalla de Honor
El Museo Nacional de la Medalla Honor es un museo que honra a los condecorados con la Medalla de Honor de las Fuerzas Armadas de los Estados Unidos, creado por la Fundación del Museo de la Medalla de Honor. El museo fue autorizado por el Congreso de los Estados Unidos (SB & HR 1663) en 1999. Está previsto que sea construido por la Fundación del Museo Nacional de la Medalla de Honor en Arlington, Texas, a mediados de 2023. Anteriormente, el grupo había decidido construir el museo en Patriots Point, Mount Pleasant, pero luego se decidió por Arlington.
La ubicación definitiva se anunció el 4 de octubre de 2019 y concluyó una competencia nacional de cinco años que incluyó a Denver, Nueva York, San Diego y Washington, D. C. El coste estimado del proyecto es de 150 millones de dólares. Inicialmente se proyectaba que el museo fuese abierto al público en 2024,pero finalmente su inauguración está prevista para el 25 de marzo de 2025, coincidiendo con el día nacional de la Medalla de Honor.

## Historia
El grupo que seleccionó la ubicación de Arlington abandonó el sitio de Mount Pleasant y no logró recaudar los fondos necesarios. El proyecto anterior de Mount Pleasant estaba programado para completarse en 2021, con un coste de 105 millones. Se había planeado que tuviese 42.7 metros de altura, 6 metros más alto que el siguiente edificio más alto de Mount Pleasant. El diseño fue obra de Moshe Safdie y se enfrentó a mucho escrutinio regulatorio y críticas por parte de la Comisión de Planificación de Mount Pleasant. Se está diseñando un museo más práctico para Mount Pleasant donde albergar el Museo Nacional, un museo que no guarda relación con el museo de Arlington. No obstante, tanto la Sociedad de la Medalla de Honor del Congreso como la Fundación del Museo de la Medalla de Honor respaldan otros museos de la Medalla de Honor en todo el país.